# Konitsa
Konitsa (tiếng Hy Lạp: ?) là một khu tự quản ở vùng Íperos, Hy Lạp. Khu tự quản Konitsa có diện tích 951 km², dân số theo điều tra ngày 18 tháng 3 năm 2001 là 7648 người.